# 范陽邁1世
范陽邁1世（はんようまい1せい、ベトナム語: Phạm Dương Mại I, 生年不詳 - 425年?）は、チャンパ王国（林邑国）第3王朝の初代国王（在位：420年 - 425年?）。
よく民心を掴み、自らが見た夢で国の吉兆を占ったという。

## 生涯
『水経注』が引く『江東旧事』ではバドラヴァルマン1世の子、『梁書』『南史』では范諸農の子とする。范陽邁が母の胎内にいた頃、母はある人が陽邁金（最上の金）でできた席を用意していたのを夢に見た。母が子供と共にその席に落ちたところ、まばゆい金色の光が溢れ出したことから、産まれた子に「陽邁」と名づけたという。
420年に即位。翌421年に南朝宋に遣使し、武帝より林邑王に封じられた。424年に宋の日南郡・九徳郡に侵攻したが、交州刺史の杜弘文（杜慧度の長男）に撃退された。

## 参考資料
- George Cœdès (May 1, 1968). The Indianized States of South-East Asia. University of Hawaii Press. ISBN 978-0824803681
- Geetesh Sharma (2010). Traces of Indian Culture in Vietnam. Rajkamal Prakashan. ISBN 978-8190540148
- 『宋書』巻九十七 列伝第五十七 夷蛮
- 『南斉書』巻五十八 列伝第三十九 林邑国
- 『梁書』巻五十四 列伝第四十八 林邑国
- 『南史』巻七十八 列伝第六十八 林邑国
- 『水経注』巻三十六 鬱水
- 『冊府元亀』巻九百六十三 封冊第一
- 『冊府元亀』巻九百六十八 朝貢第一

| スタブアイコン | サブスタブ | この項目は、まだ閲覧者の調べものの参照としては役立たない、人物に関連した書きかけの項目です。この項目を加筆・訂正などしてくださる協力者を求めています（P:人物伝/PJ:人物伝）。 |